# Peter Neumann (Mathematiker)

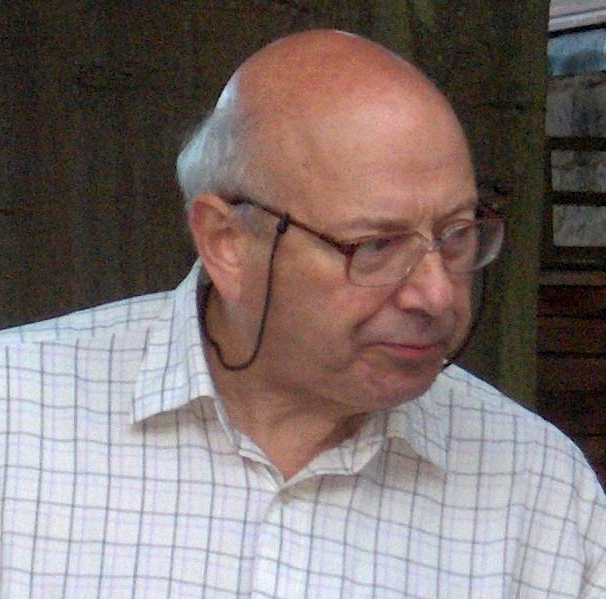
Peter Neumann 2008

Peter Michael Neumann (* 28. Dezember 1940 in Oxford; † 18. Dezember 2020 ebenda) war ein britischer Mathematiker.

## Werdegang

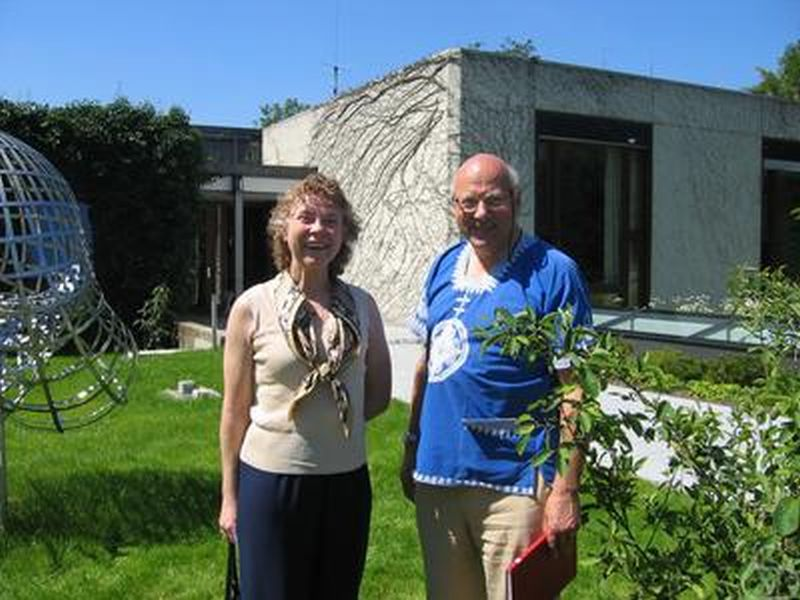
Peter Neumann mit Cheryl Praeger (links), Oberwolfach 2007

Er war der Sohn der Mathematiker Bernhard Neumann und Hanna Neumann und Bruder von Walter David Neumann. Er studierte am Queens College der Universität Oxford (Bachelor 1963). 1966 promovierte er bei Graham Higman in Oxford (A Study of Some Finite Permutation Groups). Er war danach ab 1966 Tutor und Fellow am Queens College und ab 1967 Lecturer an der Universität Oxford. 2008 ging er in den Ruhestand.
Peter Neumann befasste sich vor allem mit Gruppentheorie, zum Beispiel endliche und unendliche Permutationsgruppen, auflösbare Gruppen, gruppentheoretische Algorithmen, Kombinatorik, Matrizen über endlichen Körpern, Geschichte der Gruppentheorie (zum Beispiel über Issai Schur, Evariste Galois).
Mit Julia Thompson und A. J. S. Mann gab er 2004 in zwei Bänden die Gesammelten Werke des Pioniers der Gruppentheorie William Burnside heraus (Oxford University Press) und 2011 gab er die Werke von Evariste Galois neu heraus (European Mathematical Society).
1997 fand er eine algebraische Lösung des alten Problems von Alhazen, bei festgelegter Lichtquelle und festgelegtem Beobachterort den Reflexionspunkt des Lichts an einem sphärischen Spiegel zu finden (was auf das Problem der Lösung einer Gleichung vierten Grades führt), und zeigte, dass eine Lösungskonstruktion mit Zirkel und Lineal im Allgemeinen nicht möglich ist.
2003 erhielt er den Senior-Whitehead-Preis. Er war ab 2008 Träger des Order of the British Empire (OBE). 1996 bis 2003 war er Vorsitzender des United Kingdom Mathematics Trust. 2008 erhielt er den Lifetime Achievement Award der Universität Oxford für seine Lehre und 2012 die David Crighton Medal. Er war Präsident der British Society for the History of Mathematics. 1976 erhielt er einen D. Sc. der Universität Oxford. 1987 erhielt er den Lester Randolph Ford Award der Mathematical Association of America.
Er starb am 18. Dezember 2020 in Oxford an den Folgen von COVID-19.

## Schriften
- mit Simon Blackburn, Geetha Venkataraman Enumeration of finite groups, Cambridge University Press 2007
- mit Gabrielle Stoy, Edward Thompson Groups and Geometry, Oxford 1994

## Verweise
1. ↑  Peter Michael Neumann im Mathematics Genealogy Project (englisch)  abgerufen am 26. August 2024.
2. ↑  Neumann Reflections on reflection in a spherical mirror, American Mathematical Monthly, Bd. 105, Nr. 6, 1998, S. 523–528.
3. ↑  Das Ergebnis veröffentlichte schon Jack M. Elkin 1965, bei Neumann nicht zitiert.
4. ↑  Für seine Besprechung des Buches Galois Theory von Harold Edwards im American Mathematical Monthly, Bd. 93, 1986, S. 407–411.
5. ↑  Peter Neumann. In: Peter Cameron's Blog. Abgerufen am 1. Januar 2021.

| Personendaten    | Personendaten                               |
| ---------------- | ------------------------------------------- |
| NAME             | Neumann, Peter                              |
| ALTERNATIVNAMEN  | Neumann, Peter Michael (vollständiger Name) |
| KURZBESCHREIBUNG | britischer Mathematiker                     |
| GEBURTSDATUM     | 28. Dezember 1940                           |
| GEBURTSORT       | Oxford                                      |
| STERBEDATUM      | 18. Dezember 2020                           |
| STERBEORT        | Oxford                                      |